# Victor-Félix Bernadou
Victor-Félix Bernadou (ur. 25 czerwca 1816 w Castres, zm. 15 listopada 1891 w Sens) – francuski duchowny katolicki, kardynał, arcybiskup Sens.

## Życiorys
Święcenia kapłańskie przyjął 19 grudnia 1840. 7 kwietnia 1862 został wybrany biskupem Gap. 29 czerwca 1862 w Castres przyjął sakrę z rąk arcybiskupa Jeana-Josepha-Marie-Eugène’a de Jerphaniona (współkonsekratorami byli biskupi Louis-Antoine Pavy i Jean-Jacques Bardou). 12 lipca 1867 przeszedł na stolicę metropolitalną Sens, na której pozostał już do śmierci. Uczestniczył w obradach soboru watykańskiego I. 7 czerwca 1886 Leon XIII wyniósł go do godności kardynalskiej z tytułem prezbitera Santissima Trinità al Monte Pincio.
Został pochowany w katedrze św. Szczepana w Sens.